# Arch Oboler
Arch Oboler (n. 7 decembrie 1907 – d. 19 martie 1987) a fost un actor de teatru, scenarist, romancier, producător de filme și regizor american care a lucrat în radio, cinematografie, teatru și televiziune.

## Filmografie

### Ca scenarist
- 1940 : Escape
- 1943 : Gangway for Tomorrow
- 1947 : The Arnelo Affair
- 1952 : Bwana Devil
- 1953 : The Twonky
- 1960 : The Night of the Auk (TV)
- 966 : The Bubble
- 1972 : Domo Arigato

### Ca regizor
- 1945 : Bewitched
- 1945 : Strange Holiday
- 1947 : The Arnelo Affair
- 1951 : Cinq survivants (Five)
- 1952 : Bwana Devil
- 1953 : The Twonky
- 1961 : One Plus One
- 1966 : The Bubble
- 1972 : Domo Arigato

### Ca producător
- 1951 : Five
- 1952 : Bwana Devil
- 1953 : The Twonky
- 1961 : One Plus One
- 1966 : The Bubble
- 1972 : Domo Arigato